# 中美洲大堡礁系统

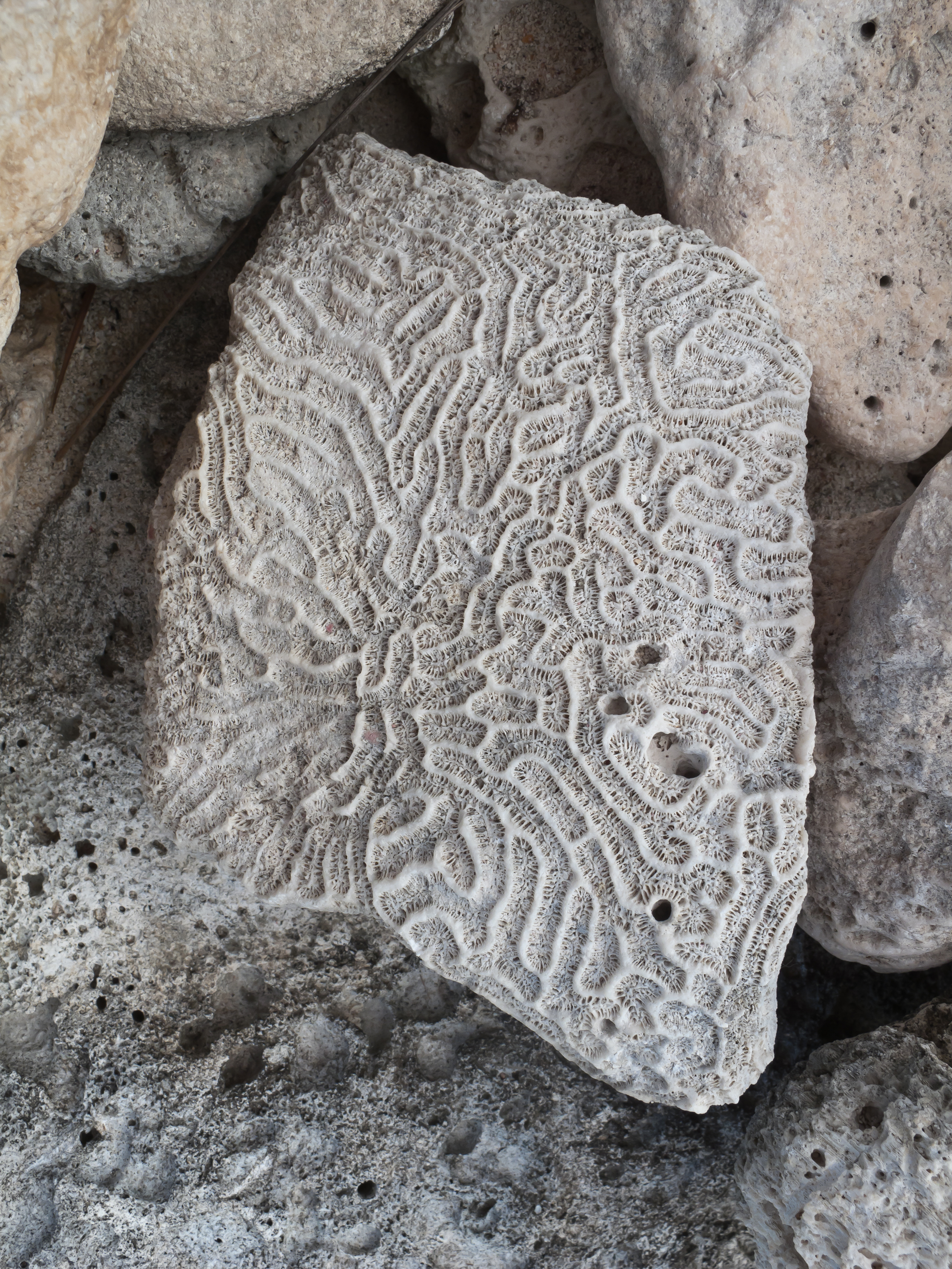
來自墨西哥金塔納羅奧州中美洲堡礁系統的珊瑚骨架。

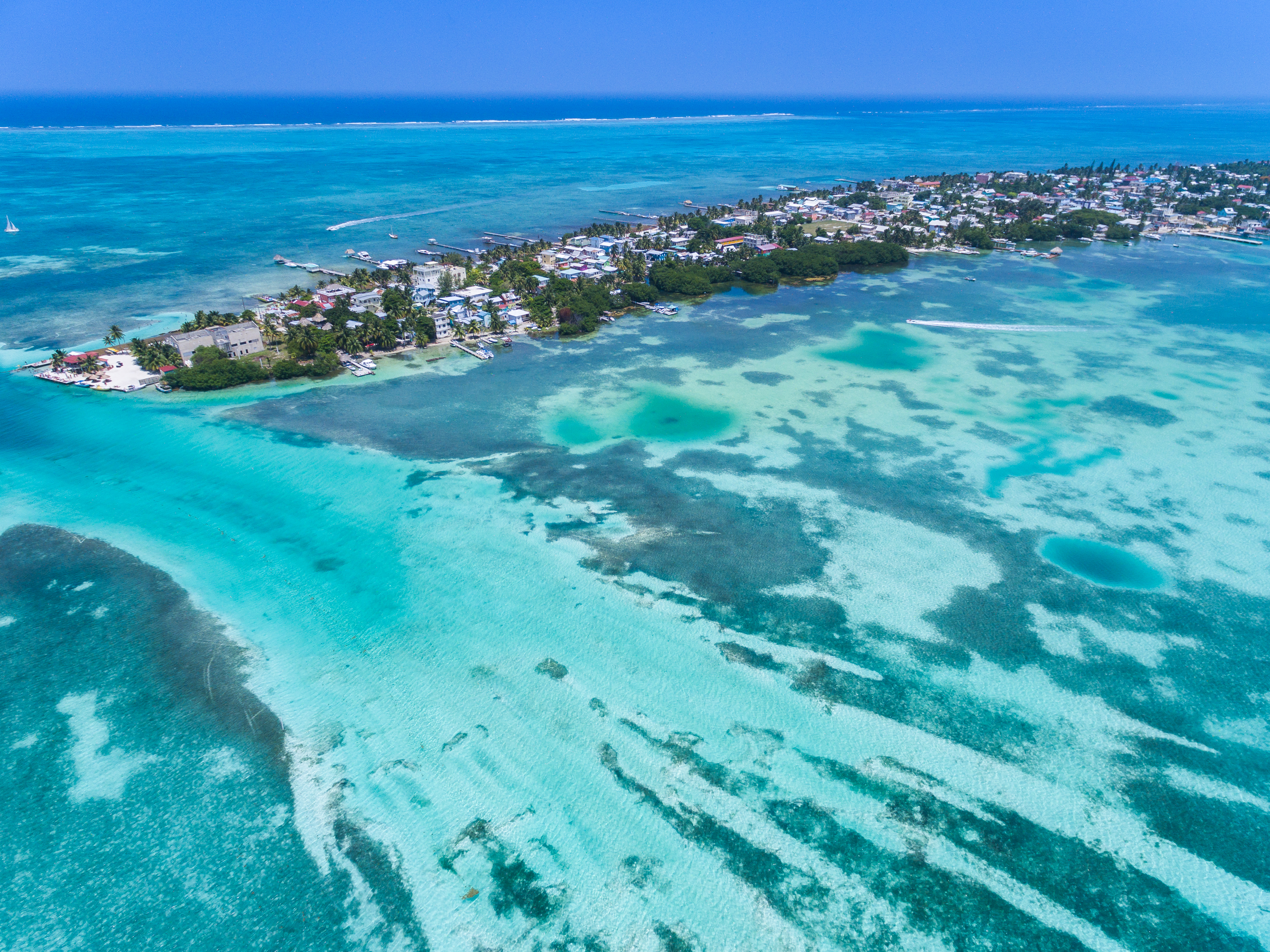
伯利茲庫爾克島(Caye Caulker)鳥瞰圖.

中美洲大堡礁系统（MBRS），又常简称为中美洲珊瑚礁（MAR），是沿著墨西哥、伯利茲、瓜地馬拉和宏都拉斯四個國家海岸綿延超過1,126（700英里）的海洋區域–是从尤卡坦半岛北端的孔托伊島至洪都拉斯海灣群島省附近的一片珊瑚礁群，长约1000 km。珊瑚礁系統包括伯利兹堡礁保护区、科蘇梅爾礁國家公園、Hol Chan 海洋保護區（伯利茲）、錫安卡恩生物圈保护区等多个保护区组成。中美洲大堡礁系统是西半球最大、世界第二大的堡礁群。伯利茲的海岸線，包括伯利茲堡礁，是中美洲大堡礁系統約 30% 的所在地。

## 生物多樣性
中美洲大堡礁系统内包括65种石珊瑚、350多种软体动物和500多种鱼类。生活在珊瑚礁系統內或周圍的許多物種都瀕臨滅絕或受到某種程度的保護，其中包括：海龜（綠海龜、赤蠵龜、棱皮龜和玳瑁）、女王鳳凰螺、西印度海牛、礁蟾魚、美洲鱷、危地馬拉鱷、眼帶石斑魚、麋角珊瑚和黑角珊瑚。
珊瑚礁系統正遭受原產於印度洋-太平洋地區的魔鬼蓑鮋魚（Pterois volitans 和 Pterois miles）的入侵。魔鬼蓑鮋魚幾乎吃掉了所有照顧珊瑚礁的物種，如清潔蝦和其他吃藻類的物種，嚴重破壞了珊瑚礁生態系統。這些動物保持珊瑚的清潔、活力和無病。獅子魚在短短幾個月內就吃掉了特定區域內 90% 的珊瑚礁養護物種，這可能導致珊瑚礁迅速死亡。由於魔鬼蓑鮋食量龐大，龍蝦等珍貴的商業物種正受到魔鬼蓑鮋蔓延的負面影響。
這個珊瑚礁系統是世界上最大的海牛棲息地之一，估計有 1,000 到 1,500 隻。
孔托伊島附近珊瑚礁系統的一些北部地區是地球上最大的魚類鯨鯊的家。通常獨居的鯨鯊會成群結隊地聚集在那裡進食和交配。

## 保護
根據世界自然保護聯盟生態系紅色名錄的標準，中美洲大堡礁系統被視為極危物種。